# Sceau gallois

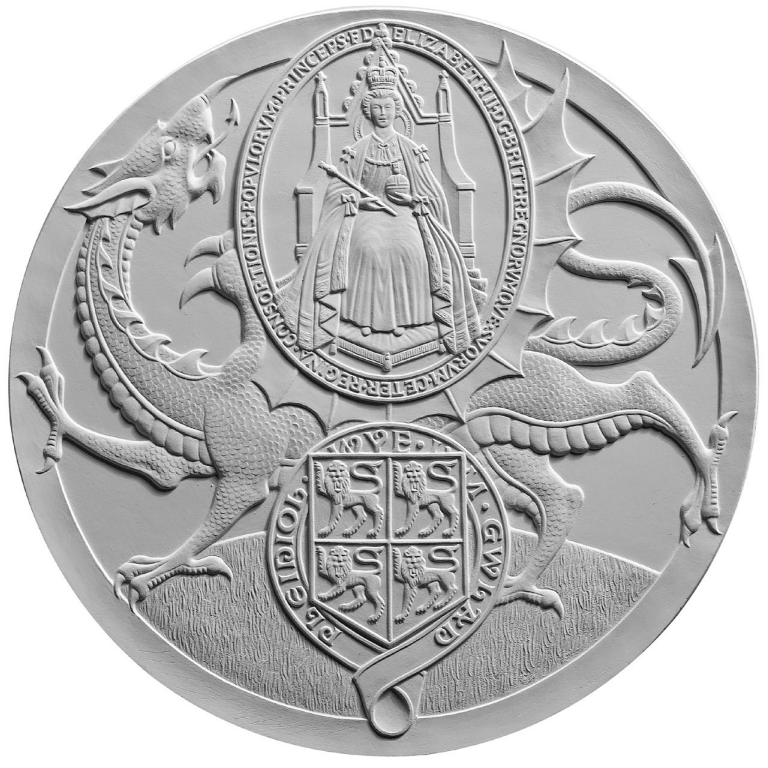
Sceau gallois

Le badge royal, qui entre dans la composition du sceau gallois.

Le sceau gallois (Welsh Seal en anglais et Sêl Gymreig en gallois) est un cachet officiel britannique créé en 2011 et utilisé au pays de Galles pour prouver l’authenticité de certains documents depuis 2012.

## Histoire

### Dévolution au pays de Galles
Contrairement à l’Écosse, le projet primitif de dévolution du pouvoir au pays de Galles est majoritairement rejeté par les Gallois dans le cadre du référendum du 1er mars 1979. Dans les années 1990, les débats sur la dévolution reprennent au pays de Galles alors que le Labour se convertit au « pro-dévolutionisme ». Au pouvoir, les travaillistes organisent un second référendum en septembre 1997 qui est accepté par une courte majorité d’électeurs. Après le Government of Wales Act 1998, une assemblée nationale du pays de Galles est mise en œuvre dès mai 1999 avec un gouvernement présidé par un premier secrétaire.
Cinq ans après la mise en place des nouvelles institutions, un rapport issu de la commission de lord Richard préconise en 2004 une nouvelle impulsion dans la dévolution avec le transfert de certains pouvoirs législatifs primaires. Plusieurs mesures du Government of Wales Act 2006 en découlent : la mise en place du dispositif de la Measure of the Assembly (en) pour le droit gallois ou encore la possibilité de transfert de l’autorité législative sur dix-huit domaines définis.

### Création du sceau
L’utilisation du sceau gallois est prévue dans ce Government of Wales Act 2006, qui institue également le premier ministre du pays de Galles comme le futur « garde du sceau gallois » (en anglais, Keeper of the Welsh Seal, et en gallois, Geidwad Sêl Gymreig). La création du sceau est conditionnée à la tenue d’un référendum sur la dévolution à partir de l’élection de la nouvelle assemblée,,, c’est-à-dire à compter du 3 mai 2007.
Depuis la fin du règne d’Owain Glyndŵr, à la tête de la principauté de Galles au XVe siècle, aucun sceau propre au pays de Galles n’a été utilisé : son introduction dans le droit britannique marque une nouvelle étape dans la dévolution du pouvoir.
Le référendum sur la capacité de l’assemblée à légiférer, qui se tient le 3 mai 2011, est approuvé à plus de 63 % par les électeurs gallois. Un décret en Conseil du 30 mars 2011 permet l’entrée en vigueur d’une partie du Governement of Wales Act 2006 — dont le « sceau gallois » — à compter du 5 mai suivant.
À l’occasion de la visite du premier ministre Carwyn Jones à la Royal Mint de Llantrisant, le sceau en cours de conception est rendu public le 2 décembre 2011. Il est par la suite solennellement approuvé par la reine en Conseil le 14 décembre 2011.
Le sceau gallois est pour la première fois utilisé le 12 novembre 2012 par Carwyn Jones pour le National Assembly for Wales (Official Languages) Bill 2012 (en). Ayant reçu au préalable la sanction de la reine, celui-ci devient un Act après avoir été scellé par le garde du Sceau et transmis au greffier de l’Assemblée.

## Usage
L’usage du sceau gallois se restreint à deux pratiques.
Une proposition de loi (Bill en anglais et Bil en gallois) reçoit la sanction royale quand des lettres patentes sous cachet du sceau gallois signées de la propre main du souverain sont notifiées au greffier de l’Assemblée. Dès lors, il prend force de loi et la forme d’un Act of the Assembly (en) au sens du Government of Wales Act 2006. Les lettres patentes, dont la forme est homologuée dans un décret en Conseil du 16 mars 2011, sont transmises par le garde du Sceau à la bibliothèque nationale du pays de Galles.
Dans des cas particuliers (auto-dissolution de la chambre sur résolution des deux tiers des membres, ou lorsqu’un premier ministre ne parvient pas à être nommé), sur proposition du Presiding Officer, une proclamation royale sous sceau gallois est faite par le souverain pour dissoudre l’assemblée, ordonner la tenue d’un scrutin général extraordinaire (extraordinary general elections) et obliger l’assemblée à se réunir dans un délai de sept jours suivant celui de l’élection.

## Description

Le dragon rouge (Y Ddraig Goch en gallois), élément du sceau, représentant le pays de Galles.

Avant même le référendum de mai 2011, les membres du gouvernement gallois s’interrogent sur le style du potentiel sceau officiel. Cependant, il incombe à Élisabeth II, sur les conseils du College of Arms, de donner son approbation à la conception finale du projet de sceau,. Celui-ci est accepté par un décret pris lors du Conseil privé du 14 décembre 2011 au palais de Buckingham.
Le sceau gallois est conçu par la Royal Mint afin de représenter la monarchie au pays de Galles. La version finale du sceau est adoptée le 23 juin 2011 par le Royal Mint Advisory Committee on the Design of Coins, Medals, Seals and Decorations, sur les conseils du College of Arms.
D’une seule face, il se compose :
- d’une représentation du monarque, Élisabeth II sur un trône ;
- du badge royal du pays de Galles ;
- et d’une représentation du peuple gallois, le « dragon rouge ».

## Gardes
Le premier ministre du pays de Galles est légalement désigné comme étant le « garde du sceau gallois ». Depuis sa création, les gardes ont été :
- Carwyn Jones, de 2011 à 2018 ;
- et Mark Drakeford, depuis 2018.